# Lista de finais da Copa Davis
Relação de finais da International Lawn Tennis Challenge (1939–1919, 1914–1911, 1909–1902, 1900) e da Copa Davis (presente–1946).
| Ano                                                                      | Cidade            | Piso              | Campeã             | Vice-campeã        | Resultado |
| ------------------------------------------------------------------------ | ----------------- | ----------------- | ------------------ | ------------------ | --------- |
| 2024                                                                     | Málaga            | duro (coberto)    | Itália             | Países Baixos      | 2–0       |
| 2023                                                                     | Málaga            | duro (coberto)    | Itália             | Austrália          | 2–0       |
| 2022                                                                     | Málaga            | duro (coberto)    | Canadá             | Austrália          | 2–0       |
| 2020-21                                                                  | Madri             | duro (coberto)    | FRT                | Croácia            | 2–0       |
| 2019                                                                     | Madri             | duro (coberto)    | Espanha            | Canadá             | 2–0       |
| 2018                                                                     | Lille             | saibro (coberto)  | Croácia            | França             | 3–1       |
| 2017                                                                     | Villeneuve-d'Ascq | duro (coberto)    | França             | Bélgica            | 3–2       |
| 2016                                                                     | Zagreb            | duro (coberto)    | Argentina          | Croácia            | 3–2       |
| 2015                                                                     | Ghent             | saibro (coberto)  | Grã-Bretanha       | Bélgica            | 3–1       |
| 2014                                                                     | Lille             | saibro (coberto)  | Suíça              | França             | 3–1       |
| 2013                                                                     | Belgrado          | duro (coberto)    | Chéquia            | Sérvia             | 3–2       |
| 2012                                                                     | Praga             | duro (coberto)    | Chéquia            | Espanha            | 3–2       |
| 2011                                                                     | Sevilha           | saibro            | Espanha            | Argentina          | 3–1       |
| 2010                                                                     | Belgrado          | duro (coberto)    | Sérvia             | França             | 3–2       |
| 2009                                                                     | Barcelona         | saibro (coberto)  | Espanha            | Chéquia            | 5–0       |
| 2008                                                                     | Mar del Plata     | duro (coberto)    | Espanha            | Argentina          | 3–1       |
| 2007                                                                     | Portland          | duro (coberto)    | Estados Unidos     | Rússia             | 4–1       |
| 2006                                                                     | Moscou            | carpete (coberto) | Rússia             | Argentina          | 3–2       |
| 2005                                                                     | Bratislava        | duro (coberto)    | Croácia            | Eslováquia         | 3–2       |
| 2004                                                                     | Sevilha           | saibro (coberto)  | Espanha            | Estados Unidos     | 3–2       |
| 2003                                                                     | Melbourne         | grama             | Austrália          | Espanha            | 3–1       |
| 2002                                                                     | Paris             | saibro (coberto)  | Rússia             | França             | 3–2       |
| 2001                                                                     | Melbourne         | grama             | França             | Austrália          | 3–2       |
| 2000                                                                     | Barcelona         | saibro (coberto)  | Espanha            | Austrália          | 3–1       |
| 1999                                                                     | Nice              | saibro (coberto)  | Austrália          | França             | 3–2       |
| 1998                                                                     | Milão             | saibro (coberto)  | Suécia             | Itália             | 4–1       |
| 1997                                                                     | Gotemburgo        | carpete (coberto) | Suécia             | Estados Unidos     | 5–0       |
| 1996                                                                     | Malmö             | duro (coberto)    | França             | Suécia             | 3–2       |
| 1995                                                                     | Moscou            | saibro (coberto)  | Estados Unidos     | Rússia             | 3–2       |
| 1994                                                                     | Moscou            | carpete (coberto) | Suécia             | Rússia             | 4–1       |
| 1993                                                                     | Düsseldorf        | saibro (coberto)  | Alemanha           | Austrália          | 4–1       |
| 1992                                                                     | Fort Worth        | duro (coberto)    | Estados Unidos     | Suíça              | 3–1       |
| 1991                                                                     | Lyon              | carpete (coberto) | França             | Estados Unidos     | 3–1       |
| 1990                                                                     | São Petersburgo   | saibro (coberto)  | Estados Unidos     | Austrália          | 3–2       |
| 1989                                                                     | Stuttgart         | carpete (coberto) | Alemanha Ocidental | Suécia             | 3–2       |
| 1988                                                                     | Gotemburgo        | saibro (coberto)  | Alemanha Ocidental | Suécia             | 4–1       |
| 1987                                                                     | Gotemburgo        | saibro (coberto)  | Suécia             | Índia              | 5–0       |
| 1986                                                                     | Melbourne         | grama             | Austrália          | Suécia             | 3–2       |
| 1985                                                                     | Munique           | carpete (coberto) | Suécia             | Alemanha Ocidental | 3–2       |
| 1984                                                                     | Gotemburgo        | saibro (coberto)  | Suécia             | Estados Unidos     | 4–1       |
| 1983                                                                     | Melbourne         | grama             | Austrália          | Suécia             | 3–2       |
| 1982                                                                     | Grenoble          | saibro (coberto)  | Estados Unidos     | França             | 4–1       |
| 1981                                                                     | Cincinnati        | carpete (coberto) | Estados Unidos     | Argentina          | 3–1       |
| 1980                                                                     | Praga             | carpete (coberto) | Checoslováquia     | Itália             | 4–1       |
| 1979                                                                     | São Francisco     | carpete (coberto) | Estados Unidos     | Itália             | 5–0       |
| 1978                                                                     | Rancho Mirage     | duro              | Estados Unidos     | Grã-Bretanha       | 4–1       |
| 1977                                                                     | Sydney            | grama             | Austrália          | Itália             | 3–1       |
| 1976                                                                     | Santiago          | saibro            | Itália             | Chile              | 4–1       |
| 1975                                                                     | Estocolmo         | carpete (coberto) | Suécia             | Checoslováquia     | 3–2       |
| 1974                                                                     | África do Sul     | –                 | África do Sul      | Índia              | w.o.      |
| 1973                                                                     | Cleveland         | carpete (coberto) | Austrália          | Estados Unidos     | 5–0       |
| 1972                                                                     | Bucareste         | saibro            | Estados Unidos     | Roménia            | 3–2       |
| 1971                                                                     | Charlotte         | saibro            | Estados Unidos     | Roménia            | 3–2       |
| 1970                                                                     | Cleveland         | duro              | Estados Unidos     | Alemanha Ocidental | 5–0       |
| 1969                                                                     | Cleveland         | duro              | Estados Unidos     | Roménia            | 5–0       |
| 1968                                                                     | Adelaide          | grama             | Estados Unidos     | Austrália          | 4–1       |
| 1967                                                                     | Brisbane          | grama             | Austrália          | Espanha            | 4–1       |
| 1966                                                                     | Melbourne         | grama             | Austrália          | Índia              | 4–1       |
| 1965                                                                     | Sydney            | grama             | Austrália          | Espanha            | 4–1       |
| 1964                                                                     | Cleveland         | saibro            | Austrália          | Estados Unidos     | 3–2       |
| 1963                                                                     | Adelaide          | grama             | Estados Unidos     | Austrália          | 3–2       |
| 1962                                                                     | Brisbane          | grama             | Austrália          | México             | 5–0       |
| 1961                                                                     | Melbourne         | grama             | Austrália          | Itália             | 5–0       |
| 1960                                                                     | Sydney            | grama             | Austrália          | Itália             | 4–1       |
| 1959                                                                     | Nova York         | grama             | Austrália          | Estados Unidos     | 3–2       |
| 1958                                                                     | Brisbane          | grama             | Estados Unidos     | Austrália          | 3–2       |
| 1957                                                                     | Melbourne         | grama             | Austrália          | Estados Unidos     | 3–2       |
| 1956                                                                     | Adelaide          | grama             | Austrália          | Estados Unidos     | 5–0       |
| 1955                                                                     | Nova York         | grama             | Austrália          | Estados Unidos     | 5–0       |
| 1954                                                                     | Sydney            | grama             | Estados Unidos     | Austrália          | 3–2       |
| 1953                                                                     | Melbourne         | grama             | Austrália          | Estados Unidos     | 3–2       |
| 1952                                                                     | Adelaide          | grama             | Austrália          | Estados Unidos     | 4–1       |
| 1951                                                                     | Sydney            | grama             | Austrália          | Estados Unidos     | 3–2       |
| 1950                                                                     | Nova York         | grama             | Austrália          | Estados Unidos     | 4–1       |
| 1949                                                                     | Nova York         | grama             | Estados Unidos     | Austrália          | 4–1       |
| 1948                                                                     | Nova York         | grama             | Estados Unidos     | Austrália          | 5–0       |
| 1947                                                                     | Nova York         | grama             | Estados Unidos     | Austrália          | 4–1       |
| 1946                                                                     | Melbourne         | grama             | Estados Unidos     | Austrália          | 5–0       |
| Torneio não realizado entre 1945 e 1940 devido à Segunda Guerra Mundial  |                   |                   |                    |                    |           |
| 1939                                                                     | Haverford         | grama             | Austrália          | Estados Unidos     | 3–2       |
| 1938                                                                     | Filadélfia        | grama             | Estados Unidos     | Austrália          | 3–2       |
| 1937                                                                     | Londres           | grama             | Estados Unidos     | Grã-Bretanha       | 4–1       |
| 1936                                                                     | Londres           | grama             | Grã-Bretanha       | Austrália          | 3–2       |
| 1935                                                                     | Londres           | grama             | Grã-Bretanha       | Estados Unidos     | 5–0       |
| 1934                                                                     | Londres           | grama             | Grã-Bretanha       | Estados Unidos     | 4–1       |
| 1933                                                                     | Paris             | saibro            | Grã-Bretanha       | França             | 3–2       |
| 1932                                                                     | Paris             | saibro            | França             | Estados Unidos     | 3–2       |
| 1931                                                                     | Paris             | saibro            | França             | Grã-Bretanha       | 3–2       |
| 1930                                                                     | Paris             | saibro            | França             | Estados Unidos     | 4–1       |
| 1929                                                                     | Paris             | saibro            | França             | Estados Unidos     | 3–2       |
| 1928                                                                     | Paris             | saibro            | França             | Estados Unidos     | 4–1       |
| 1927                                                                     | Filadélfia        | grama             | França             | Estados Unidos     | 3–2       |
| 1926                                                                     | Filadélfia        | grama             | Estados Unidos     | França             | 4–1       |
| 1925                                                                     | Filadélfia        | grama             | Estados Unidos     | França             | 5–0       |
| 1924                                                                     | Filadélfia        | grama             | Estados Unidos     | Austrália          | 5–0       |
| 1923                                                                     | Nova York         | grama             | Estados Unidos     | Austrália          | 4–1       |
| 1922                                                                     | Nova York         | grama             | Estados Unidos     | Australásia        | 4–1       |
| 1921                                                                     | Nova York         | grama             | Estados Unidos     | Japão              | 5–0       |
| 1920                                                                     | Auckland          | grama             | Estados Unidos     | Australásia        | 5–0       |
| 1919                                                                     | Sydney            | grama             | Australásia        | Grã-Bretanha       | 4–1       |
| Torneio não realizado entre 1918 e 1915 devido à Primeira Guerra Mundial |                   |                   |                    |                    |           |
| 1914                                                                     | Nova York         | grama             | Australásia        | Estados Unidos     | 3–2       |
| 1913                                                                     | Londres           | grama             | Estados Unidos     | Grã-Bretanha       | 3–2       |
| 1912                                                                     | Melbourne         | grama             | Ilhas Britânicas   | Australásia        | 3–2       |
| 1911                                                                     | Christchurch      | grama             | Australásia        | Estados Unidos     | 4–0       |
| Torneio não realizado em 1910                                            |                   |                   |                    |                    |           |
| 1909                                                                     | Sydney            | grama             | Australásia        | Estados Unidos     | 5–0       |
| 1908                                                                     | Melbourne         | grama             | Australásia        | Estados Unidos     | 3–2       |
| 1907                                                                     | Londres           | grama             | Australásia        | Ilhas Britânicas   | 3–2       |
| 1906                                                                     | Londres           | grama             | Ilhas Britânicas   | Estados Unidos     | 5–0       |
| 1905                                                                     | Londres           | grama             | Ilhas Britânicas   | Estados Unidos     | 5–0       |
| 1904                                                                     | Londres           | grama             | Ilhas Britânicas   | Bélgica            | 5–0       |
| 1903                                                                     | Boston            | grama             | Ilhas Britânicas   | Estados Unidos     | 4–1       |
| 1902                                                                     | Nova York         | grama             | Estados Unidos     | Ilhas Britânicas   | 3–2       |
| Torneio não realizado em 1901                                            |                   |                   |                    |                    |           |
| 1900                                                                     | Boston            | grama             | Estados Unidos     | Ilhas Britânicas   | 3–0       |

## Ligações Externas
- Página oficial